# شجرة شاوشانك

ملصق فيلم الخلاص من شاوشانك الصادر عام 1994

شجرة شاوشانك Shawshank tree كانت عبارة عن شجرة بلوط أبيض يقع بالقرب من حديقة مالابار فارم الحكومية [الإنجليزية] في بلدة مونرو، مقاطعة ريتشلاند، أوهايو في الولايات المتحدة، بالقرب من لوكاس، والتي ظهرت في فيلم الخلاص من شاوشانك عام 1994. كانت الشجرة على الأقل 100 قدم (30 م) طويل القامة وعمره حوالي 180 إلى 200 سنة.   لعبت دور مركزي في حبكة الفيلم وكانت من أشهر المواقع السياحية المرتبطة بها. انقسمت الشجرة بسبب البرق في 29 يوليو 2011، وسقطت في النهاية بسبب الرياح القوية في 22 يوليو 2016 أو حول ذلك التاريخ.

## تاريخها
كانت الشجرة عامل جذب سياحي رئيسي لمحبي فيلم شاوشانك، على الرغم من أنها تقع في ملكية خاصة في مزرعة مالابار. لقد شكلت جزء من" مسارات شاوشانك الذي يضم العديد من المواقع الشهيرة خلال احداث الفيلم ويجذب ما يصل إلى 35000 زائر سنويًا.  تُستخدم المزرعة التي توجد بها الشجرة أحيانا كمكان لحفلات الزفاف. 
في 29 يوليو 2011، سقط نصف الشجرة بسبب تعفن جذع النمل بعد أن ضربها صاعقة برق.  تمت مشاركة أخبار الحدث على نطاق واسع، وظهرت في وسائل الإعلام في المملكة المتحدة والهند. وكان مصير الشجرة غير مؤكد في ذلك الوقت، وكان المسؤولون متشائمين بشأن فرص بقائها،  ولكن تبين أنها على ما زالت موجودة بشكل طبيعي.  تعرضت الشجرة لأضرار أخرى في يوليو 2016 بسبب الرياح القوية.   تسبب الحدث في زيادة كبيرة في حركة المرور عبر الإنترنت إلى موقع الويب الخاص بمكتب الزوار والمؤتمرات في مقاطعة مانسفيلد وريتشلاند والاهتمام العام بمسار شاوشانك.  تم قطع الأجزاء المتبقية من الشجرة في 9 أبريل 2017 من قبل مالك العقار.  تم تحويل بقايا الشجرة إلى سلع الخلاص من شاوشانك بما في ذلك المطارق الصخرية والمغناطيسات التي تم بيعها لأول مرة خلال Shawshank Hustle عام 2017، وهو سباق سنوي يبلغ طوله 7 كيلومترات يضم مواقع تصوير على طول مسار السباق. 

## الظهور في الفيلم
على الرغم من أن الفيلم تم تصويره في ولاية ماين، إلا أن معظم التصوير تم في مانسفيلد، أوهايو، والمواقع القريبة. تظهر شجرة البلوط بالقرب من نهاية فيلم الخلاص من شاوشانك عندما يتبع رييد (مورغان فريمان) الأدلة التي تركها آندي ديفروس (تيم روبنز) إلى موقعه. يعثر رييد على صندوق مدفون عند قاعدة جدار حجري في ظل شجرة البلوط.ويجلس تحتها لقراءةالرسالة التي تخبره عنالمكان الذي يمكن ان يجد آندي ديفروس فيه والذي اخبره عنه سابقا خلال وجوده في السجن قبل هروبه.  يحتوي الصندوق على رسالة من آندي ونقودًا لشراء تذكرة حافلة للانضمام إليه في المكسيك.  في الفيلم، يصف آندي الشجرة بأنها "تشبه شيئ من قصيدة روبرت فروست ".  تم وصف شجرة البلوط بأنها من بين الأشجار الأكثر شهرة في تاريخ السينما. 